# Pinus murraybanksiana
Pinus murraybanksiana là một loài thực vật hạt trần trong họ Thông. Loài này được Righter & Stockw. miêu tả khoa học đầu tiên năm 1949.